# 捷格加廖夫工厂
捷格加廖夫工厂 (羅馬化：ОАО Zavod imeni V. А. Dеgtyaryovа)是苏联和俄罗斯最重要的枪支生产厂之一。

## 历史
1916 年8 月 27 日，在科夫罗夫市在科夫罗夫建厂。当时企业名称是俄罗斯第一步枪和机枪联合股份公司工厂（завода Первого русского акционерного общества ружейных и пулемётных заводов），该公司的联合创始人是彼得格勒实业家 - 退役将军 V. A. Gippius 和第一行会商人 D. L. Lurie ，以及丹麦人 Karl Winter 和 Søren Jensen。该工厂的机床和设备来自哥本哈根。
1927年，第一批实验型7.62毫米DP轻机枪制造成功并投入服役。
1928年10月，在DP基础上研制的DA航空炮塔机枪开始在苏联航空兵服役。
1929年，DT坦克机枪研制成功。

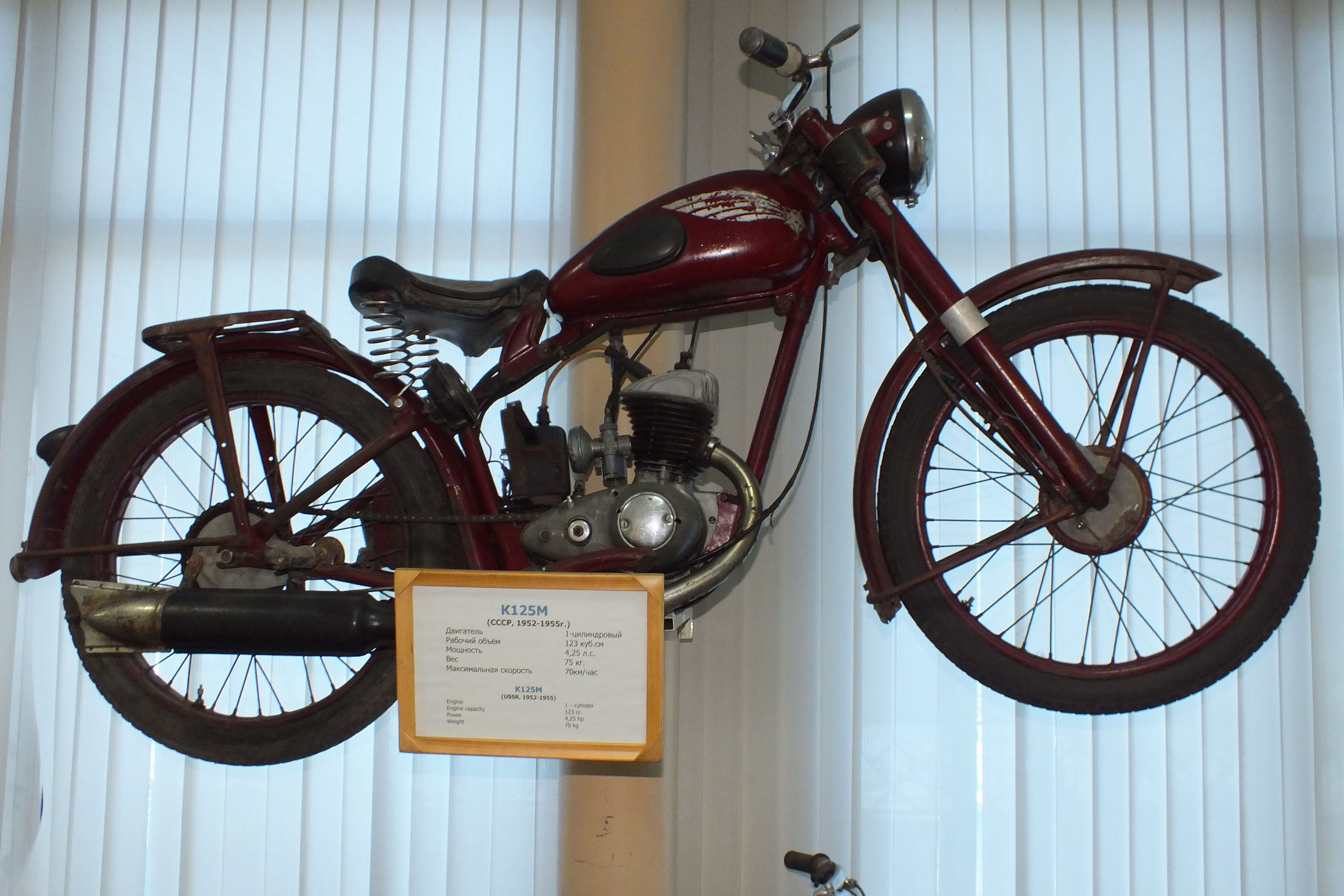
苏联K125型摩托车，于1946-9151年间生产

1946年，该工厂开始组织摩托车生产，并制造出了第一辆摩托车K-125。
1947年，在工厂专家和技术人员的参与下卡拉什尼科夫的AK-47完成设计并成功测试。
1949年，根据苏联政府命令苏联装备部第二工厂以杰出武器设计师捷格加廖夫命名。

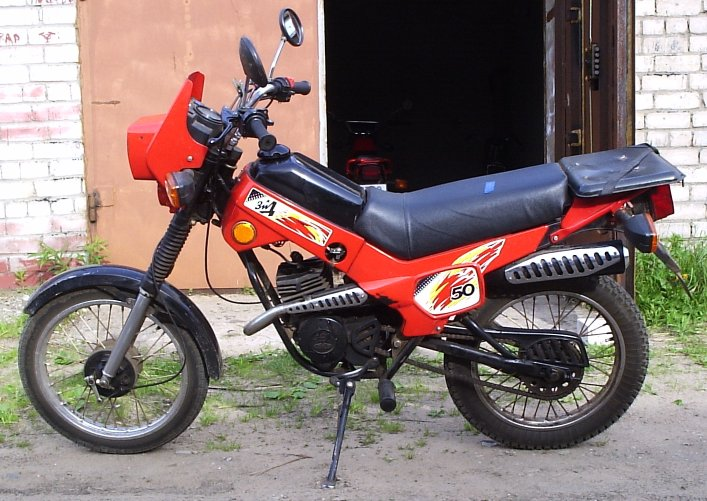
ZiD-50-Pilot 轻便摩托车

1989年是苏联第四大摩托车生产厂。

### 军工产品
- PTRD-41反坦克步槍
- PPSh-41衝鋒槍
- RPD輕機槍
- KPV重機槍
- PK通用機槍
- AEK-971/972/973突擊步槍
- Kord重机枪
- KSVK狙擊步槍
- PKP「佩切涅格」通用機槍
- AGS-30阿特蘭自動榴彈發射器
- DP-64榴彈發射器
- AEK-919K卡什坦衝鋒槍
- A545/A762突擊步槍
- RPG-7V2火箭推進榴彈
- SP81信號槍（英语：SP81 flare gun）
- RGS-50榴彈發射器[4]

### 民用产品[5]
- 摩托车 ( Voskhod（英语：Voskhod motorcycle）), 轻便摩托车,
- 微型拖拉机, 耕地机，圆盘耕作机
- 缝纫机，充电电池.
- 食品灌装机
- 框架房屋

## 西方阵营制裁
2022年俄乌战争后，企业被